# Луций Албий Пулаиен Полион
Луций Албий Пулаиен Полион (на латински: Lucius Albius Pullaienus Pollio) е политик и сенатор на Римската империя през 1 век.
През 90 г. той е суфектконсул заедно с Гней Помпей Лонгин. През 104/105 г. е проконсул на провинция Азия.